# (31152) Daishinsai
(31152) Daishinsai est un astéroïde de la ceinture principale.

## Nom
Le nom "Daishinsai", en japonais 大震災 (littéralement "grand tremblement de terre"), fait référence au grand tremblement de terre de l'est du Japon (東日本大震災, Higashi Nihon Dai Shinsai) survenu le 11 mars 2011, autrement dit le séisme de 2011 de la côte Pacifique du Tōhoku (平成23年（2011年）東北地方太平洋沖地震, Heisei 23-nen (2011-nen) Tōhoku chihō Taiheiyō oki jishin).

## Description
(31152) Daishinsai est un astéroïde de la ceinture principale. Il fut découvert le 29 octobre 1997 à Nanyo par Tomimaru Okuni. Il présente une orbite caractérisée par un demi-grand axe de 2,54 UA, une excentricité de 0,22 et une inclinaison de 13,1° par rapport à l'écliptique.

## Compléments